# Studia Botanica Čechica
Studia Botanica Čechica (abreviado Stud. Bot. Cech.) fue una revista científica con ilustraciones y descripciones botánicas que fue publicada en la República Checa desde 1938 hasta 1945. Fue sustituida por Studia Botanica Cechoslovaca.